# Limarus hirtipennis
Limarus hirtipennis är en skalbaggsart som beskrevs av Lucas 1846. Limarus hirtipennis ingår i släktet Limarus och familjen Aphodiidae. Inga underarter finns listade i Catalogue of Life.